# Robert Mehlhose
Robert Mehlhose  (* 16. Januar 1941 in Bunzlau; † 1. April 2007) war ein deutscher evangelischer Theologe und Leiter des Publizistikreferats der Evangelischen Kirche in Deutschland (EKD).

## Leben
In Schlesien geboren, studierte Mehlhose Theologie in Tübingen und Göttingen. Danach wurde er Pfarrer der braunschweigischen Landeskirche. Er war der Rundfunkbeauftragte der norddeutschen Landes- und Freikirchen. 1971 begann er mit dem Aufbau einer Arbeitsstelle „Fernstudium für kirchliche Dienste“. Von 1987 bis 1995 war er bei der EKD für die theologische Ausbildung sowie für Sekten- und Weltanschauungsfragen verantwortlich. Von 1995 bis 2004 leitete er als Oberkirchenrat das Publizistikreferat im EKD-Kirchenamt in Hannover. Seine Aufgabe war, die Präsenz des Protestantismus in Radio, Fernsehen und im Internet auszubauen. Er baute ab 1996 das Internetportal der EKD auf. Zu seiner Tätigkeit gehörte auch die Abwicklung des defizitären Deutschen Allgemeinen Sonntagsblatts, das bis 2000 als eigenständige Wochenzeitung von der Evangelischen Kirche in Deutschland (EKD) herausgegeben wurde. Mehlhose verschaffte 1997 der Rundfunkbeauftragung, die bis dahin vom Direktor des Gemeinschaftswerks der Evangelischen Publizistik (GEP) wahrgenommen mit wurde, ein eigenständiges Amt. 2004 erhielt er den Medienpreis Goldener Kompass des Christlichen Medienverbundes KEP.